# Plestiodon fasciatus
Plestiodon fasciatus är en ödleart som beskrevs av Carl von Linné 1758. Plestiodon fasciatus ingår i släktet Plestiodon och familjen skinkar. IUCN kategoriserar arten globalt som livskraftig. Inga underarter finns listade i Catalogue of Life.

## Utseende
Arten blir med svans upp till 21,6 cm lång. Kroppen är täckt med mjuka och glänsande fjäll. Bålens grundfärg är svart till mörkbrun. Sedan förekommer fem längsgående smala strimmor som är gula eller ljusblåa, en på ryggens topp och två per kroppssida.
På grund av den lysande blåaktiga svansen kallas arten i Nordamerika ibland för "scorpion lizard" (skorpionödla). Plestiodon fasciatus är däremot inte giftig. Som flera andra ödlor kan arten tappa sin svans vid fara.

## Utbredning
Arten förekommer i östra USA från centrala Kansas, Oklahoma och Texas österut. Vid de Stora sjöarna når ödlan även sydöstra Kanada. Arten saknas i centrala och södra Florida. Plestiodon fasciatus lever i olika slags skogar samt i områden med mindre trädansamlingar. Den hittas ibland i regioner som tidvis översvämmas.

## Ekologi
Individerna går främst på marken men de kan klättra i träd och annan växtlighet. De gömmer sig ofta under lövskiktet eller under andra föremål. Honor lägger sina ägg under delvis sönderfallna träbitar, i det översta jordlagret eller under stenar.
I människans närhet besöker arten högar med avfall för att fånga insekter som vistas där. Utanför parningstiden kan flera exemplar dela samma revir. Före parningen försvarar hannar den utvalda honan mot andra hannar. I vanligt fall gör de hastiga rörelser med öppen mun mot motståndaren. Ibland förekommer intensivare strider som kan leda till sår. Trots detta beteende kan en hona para sig med flera hannar under samma säsong.
Honor lägger upp till 18 ägg per tillfälle och stannar vid platsen, vad som är ovanlig för en ödla. Honan använder inte sin kroppsvärme för att ruva äggen men hon skyddar äggen med sin kropp. Vissa honor kan inte vara hungriga till äggen kläcks och de äter ett av äggen. Hos Plestiodon fasciatus kan flera honor lägga sina ägg i samma gömställe. Ofta går samma individer gemensam i ide.